# Al-Mukharram District
Al-Mukharram District (arabiska: منطقة المخرم) är ett distrikt i Syrien.   Det ligger i provinsen Homs, i den centrala delen av landet, 180 kilometer nordost om huvudstaden Damaskus.
Trakten runt Al-Mukharram District är ofruktbar med lite eller ingen växtlighet. Runt Al-Mukharram District är det glesbefolkat, med 14 invånare per kvadratkilometer.